# Mike Mainieri

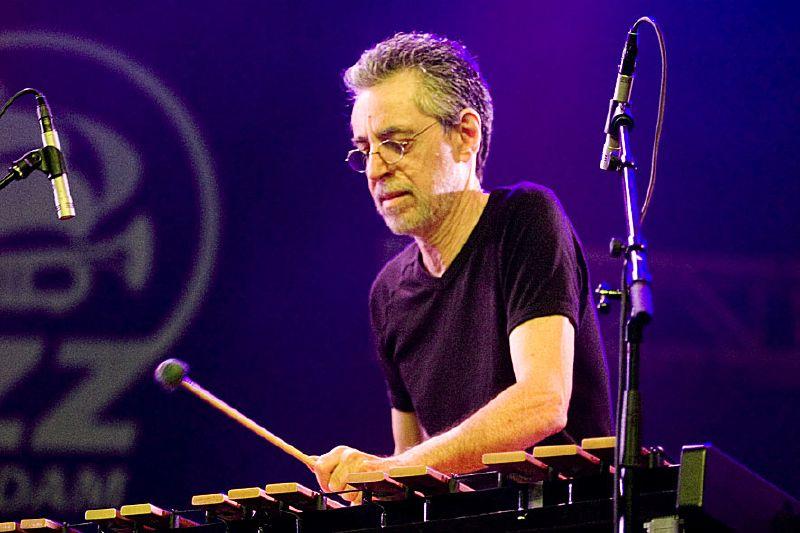
Mike Mainieri

Mike Mainieri (* 24. Juli 1938 in der Bronx, New York City als Michael T. Mainieri, Jr.) ist ein Jazz- und Fusionmusiker (Vibraphon).

## Leben

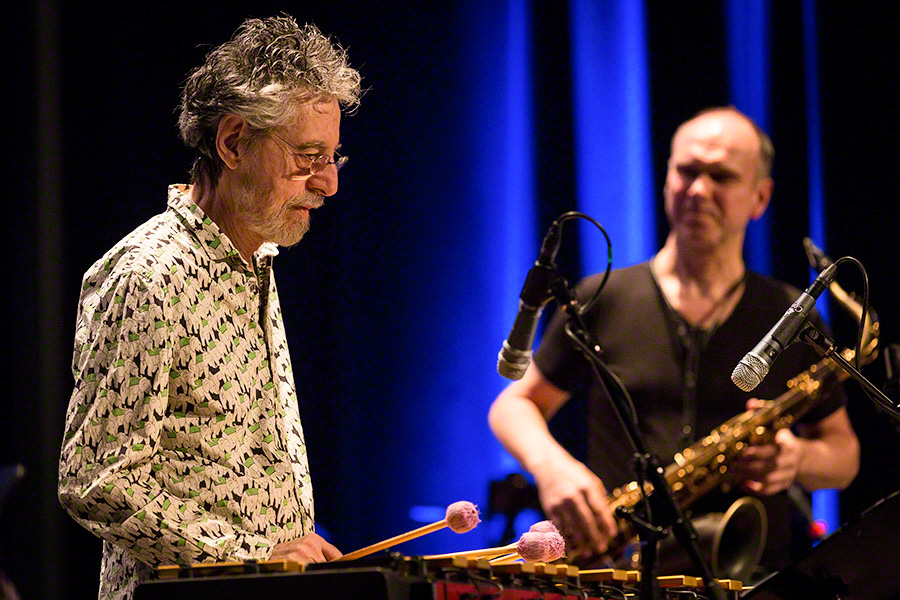
Mainieri (2016 in Oslo, rechts im Hintergrund Bendik Hofseth)

Mainieri begann als Kind mit Stepptanz und Perkussion; mit 11 Jahren kam das Vibraphonspiel hinzu. Bereits mit 14 Jahren trat er mit einem eigenen Trio in der Paul-Whiteman-Show auf. Zwischen 1955 und 1961 war er Mitglied der Buddy-Rich-Band. Er arbeitete zudem recht früh für Billie Holiday, Dizzy Gillespie, Benny Goodman, Coleman Hawkins oder Wes Montgomery (1967/68). 1967 gehörte er zu Jeremy Steigs früher Rockjazz-Formation Jeremy & the Satyrs. 1971 produzierte Mainieri ein Album für die Studio-Großformation White Elephant und beschäftigte sich in der Folgezeit mit der Entwicklung eines Synthesizer-Vibraphons. Er spielte mit einem eigenen Quartett und mit Michael Brecker und Steve Gadd. 1978 trat er auf dem Montreux Jazz Festival im Duo mit Pianist Warren Bernhardt auf. 1979 gründete er mit Brecker, Gadd, Eddie Gomez und Don Grolnick die jazzorientierte Fusion-Band Steps, die große Erfolge hatte. Deren Nachfolgegruppe Steps Ahead setzte diesen Erfolg zwischen 1983 und 1986 mit wechselnden Musikern wie Steve Khan, Eliane Elias, Chuck Loeb, Peter Erskine oder Warren Bernhardt fort.
Anschließend rückte wieder die Studioarbeit in den Vordergrund. Mainieri produzierte Popmusik, aber auch George Benson. Daneben spielte er bei Joe Henderson, Gil Evans, Art Farmer, Al Jarreau, David Sanborn, Marcus Miller, Joe Lovano oder Jim Hall. 1989 gründete er eine neue Ausgabe von Steps Ahead (u. a. mit Rachel Z). Später spielte er mit seinen Gruppen American Diary bzw. American Standards, aber auch im Duo mit Bobo Stenson. Als Produzent, Arrangeur und Komponist betreut der Inhaber des Plattenlabels NYC Records Musiker wie Paul Simon, Billy Joel, Aerosmith oder Dire Straits.